# Castel Selva
Castel Selva è un castello, ormai diroccato, che si erge su un colle a nord dell'abitato di Selva, frazione orientale del comune di Levico Terme, in Trentino.

## Storia

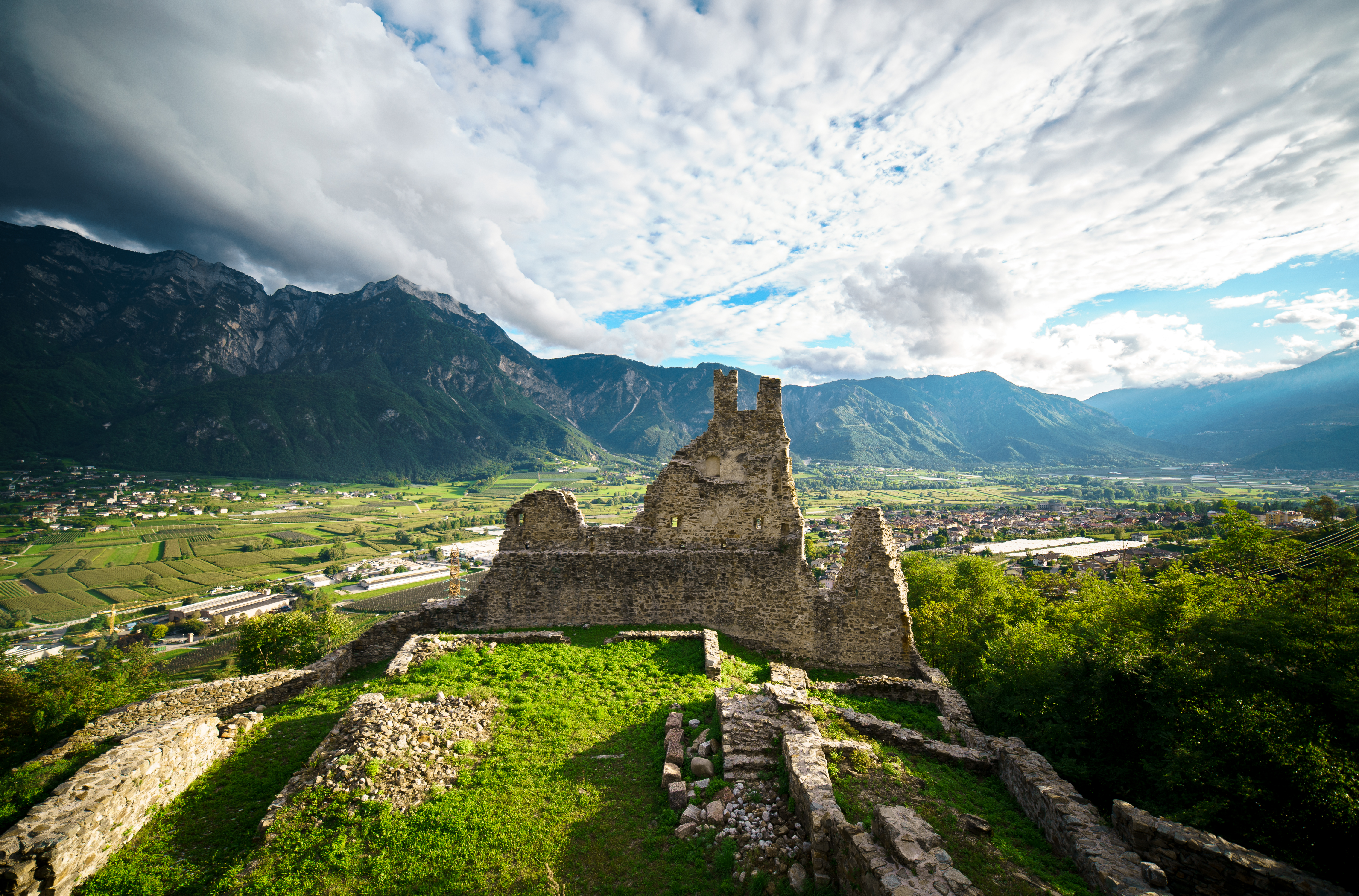
Panoramica con la Valsugana

L'origine di Castel Selva è stata ipotizzata intorno al VI secolo, quando fu eretto a scopo di difesa della popolazione contadina dalle invasioni dei Franchi e degli Ungari.

Il castello divenne uno dei più grandiosi del Trentino a partire dal 28 maggio 1027, giorno in cui la sua vita si legò a quella del Principato Vescovile di Trento. Nel XVI secolo il principe vescovo di Trento Bernardo Clesio fece ricostruire il castello e lo fece decorare sontuosamente da numerosi artisti provenienti dal Castello del Buonconsiglio. Tali lavori terminarono nel 1537.
Nel 1545 iniziò nel capoluogo il famoso Concilio di Trento, e a Castel Selva vennero ospitati numerosi ed importanti cardinali: da ricordare Marcello Cervini (poi papa Marcello II), Reginald Pole (poi Arcivescovo di Canterbury) e Cristoforo Madruzzo, il principe vescovo di Trento successore di Bernardo Clesio.
Successivamente il castello venne abbandonato ed iniziò la sua decadenza. Nel 1779 venne acquistato dal comune di Levico Terme, che ne utilizzò le parti in muratura per la costruzione di molte case del centro storico.
Al giorno d'oggi restano solamente delle parti dei muri del complesso principale, ed un arco con lo stemma del principe vescovo di Trento 300 metri prima di giungere al castello.